# Stenocercus stigmosus
Stenocercus stigmosus este o specie de șopârle din genul Stenocercus, familia Tropiduridae, descrisă de Cadle 1998.
Este endemică în Peru. Conform Catalogue of Life specia Stenocercus stigmosus nu are subspecii cunoscute.